# Turac violaci
El turac violaci(Musophaga violacea / Tauraco violaceus) és una espècie d'ocell de la família dels musofàgids (Musophagidae) boscos principalment a l'Àfrica Occidental, des del Senegal i Gàmbia cap a l'est fins a la República Centreafricana.

## Descripció
Aquests són ocells inconfusibles, és un turac gros, un grup d'otidimorfs africans. Tímid i sovint discret a les copes dels arbres. Fa aproximadament 48 cm de llarg, incloent-hi la cua llarga i el bec de 4 cm. La longitud d'ala és de 21 cm i pesen aproximadament 360 g. El plomatge en general és de color violeta, excepte pel front groc, la corona castanya i les cobertores auriculars blanques; el bec és gruixut i vermell. En vol, les plomes de vol primàries carmesí del turac violaci contrasten amb el plomatge violeta. El color vermell de les ales és típic dels turacs.

## Hàbitat
És resident de l'Àfrica Occidental i té una distribució extremadament àmplia des del Senegal fins a Nigèria, amb poblacions aïllades al Txad i la República Centreafricana. Es troba en sabanes tropicals, aiguamolls, boscos i selves.

## Dieta
La dieta consisteix principalment en fruita, i són força aficionats a les figues, però també mengen fulles, brots, flors, insectes, caragols i llimacs.

## Reproducció
S'ha observat un comportament de cria cooperativa en captivitat en aquesta espècie. Es reprodueixen principalment durant l'estació de pluges, però el moment varia d'un lloc a un altre. La cria comença al voltant de l'abril al Senegal i Gàmbia, mentre que a Nigèria té lloc entre juny i octubre. La femella pon dos ous en un niu de plataforma d'arbre fràgil. Tant el mascle com la femella s'ocupen dels ous i les cries.

## Comportament
Els turacs són ocells socials, que viatgen en estols d'uns deu a dotze individus. No són bons voladors, prefereixen saltar per les branques. Quan se senten amenaçats, poden córrer ràpidament pels arbres. El turac violaci té un fort crit de "curuu-curuu-curuu".

## Amenaces
Aquesta espècie és localment comuna, però és vulnerable a la captura per al comerç d'animals de companyia a Guinea, Sierra Leone, Libèria i Ghana.

## Taxonomia
L'espècie va ser descrita científicament pel naturalista alemany Paul Erdmann Isert el 1788.
Importants autoritats taxonòmiques, basant-se en les investigacions de Veron & Winney (2000) i Dickinson & Christidis (2013), van desplaçar les dues espècies al gènere Tauraco (tauraco rossae i t. violaceus). Tanmateix, les últimes investigacions basades en estudis de la seqüència mitocondrial i de l'ADN fan que HBW / Birds of the World les mantingui en Musophaga:
No es coneixen subespècies.